# Tunic
Tunic is een isometrisch actie-avonturen- en puzzelspel uit 2022, ontwikkeld door Isometricorp Games en uitgegeven door Finji. De speler bestuurt een antropomorfe vos die in een post-apocalyptische fantasiewereld een geest probeert te bevrijden uit een kristal. Het spel wordt geprezen om zijn complexe en gelaagde puzzels. De verhaallijn en spelmechanieken worden onthuld via pagina’s uit een in-game handleiding, waarvan het merendeel is geschreven in een fictief schrift.

## Spelverloop
De gameplay van Tunic combineert verkenning van een open wereld, puzzels, gevechten en resource-management, terwijl spelers een mysterieuze spelwereld ontdekken. De vos beschikt over vaardigheden als rennen en rollen, die van pas komen bij zowel het verkennen van de omgeving als het vermijden of confronteren van vijanden. Gevechten draaien om het bestuderen van aanvalspatronen en het strategisch inzetten van wapens, zoals een zwaard, bommen en magische voorwerpen.
Tunic onderscheidt zich door zijn complexe en gelaagde puzzels, die spelen met perspectief en de interactie met spelmechanieken, vergelijkbaar met titels als Fez. Het spel bevat een fictieve taal, door spelers omgedoopt tot "Tuneic", verborgen in de geluiden, en gebruikt een fictief schrift voor in-game teksten. Een uniek kenmerk is de in-game handleiding, die zelf als een puzzel fungeert en spelers aanmoedigt om gecodeerde informatie geleidelijk te ontrafelen. Door grondige verkenning worden verborgen paden, geheimen en beloningen onthuld.

## Verhaal

### Achtergrond
In het verleden van de spelwereld bestond er een beschaving van vossen die op zoek waren naar macht van buiten de realiteit. Ze vonden een manier om zielen in obelisken op te sluiten en te gebruiken als energievoorziening. Dit leidde tot een religie rond deze kracht en de 'Hero' die het ontdekte. De aanhangers van deze religie werden vrijgesteld van het opsluiten van hun zielen.

### Hoofdverhaal
De speler neemt de rol aan van een naamloze vos die ontwaakt op een strand. Tijdens het verkennen van de ruïnes in de wereld stuit de vos op een geest, die de 'Heir' (Erfgenaam) wordt genoemd en gevangen zit in een kristal. De taak van de vos is het verzamelen van drie sleutels om de geest te bevrijden. Tijdens deze zoektocht komt de speler tot de ontdekking dat het overmatige gebruik van de energie de realiteit heeft aangetast, wat heeft geleid tot een corrupte energie die zich langzaam over de wereld verspreidt. Deze corruptie veroorzaakt een tijdlus, en de 'Heir' is een baken om steeds een nieuwe erfgenaam aan te trekken, waardoor de cyclus wordt voortgezet.
Tunic heeft twee mogelijke eindes:
- Slecht einde: Als de speler de Erfgenaam verslaat zonder alle 56 pagina's van de handleiding te verzamelen, neemt de vos de plaats in van de Erfgenaam, opgesloten in de kristallen gevangenis.
- Waar einde: Als de speler alle handleidingpagina's verzamelt, kan de vos de cyclus doorbreken door de wijsheid te delen met de Erfgenaam. Dit leidt tot de bevrijding van de Erfgenaam en het einde van de vloek.

## Ontwikkeling en uitgave

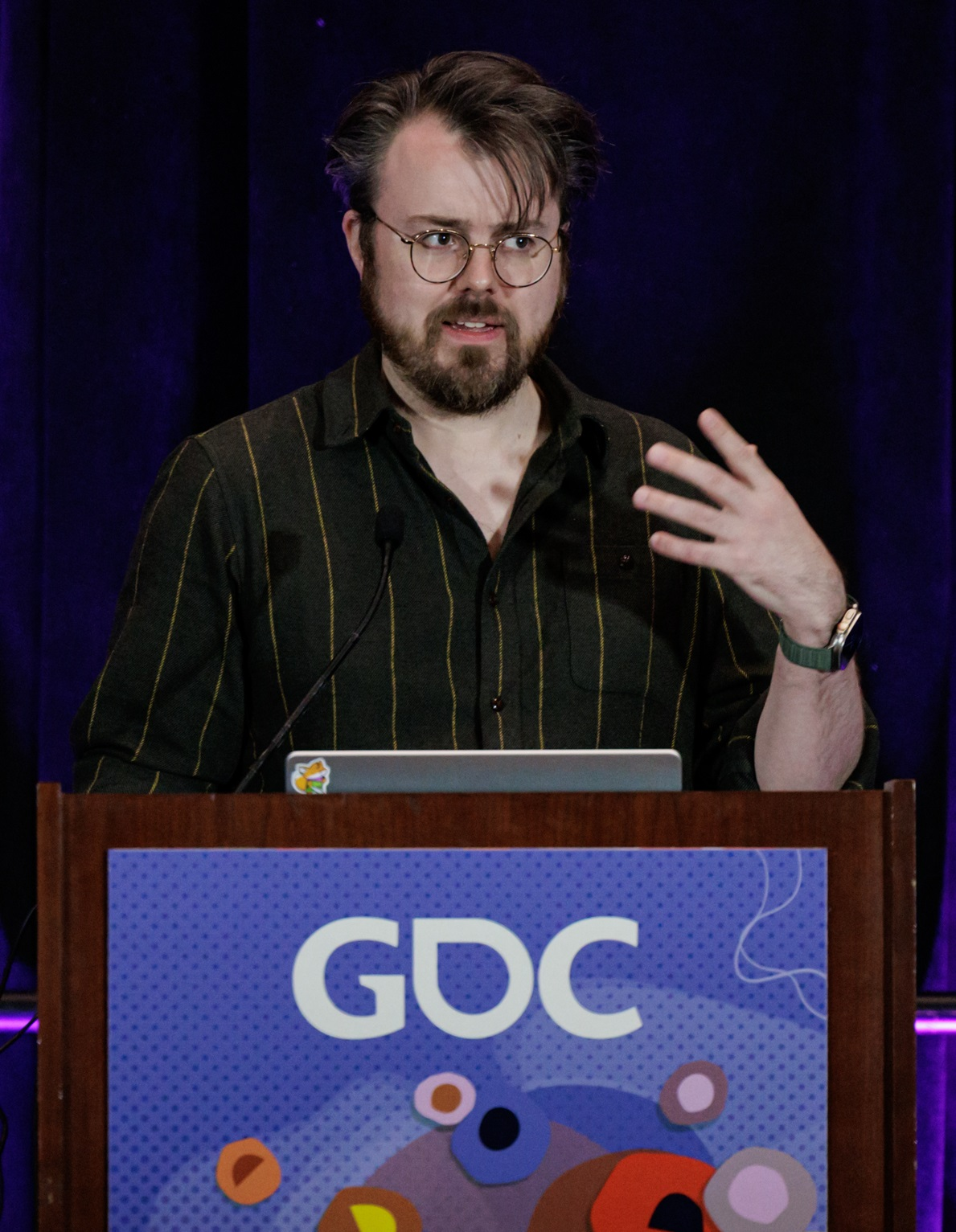
Shouldice op de Game Developers Conference 2023

Tunic werd ontworpen en ontwikkeld door Andrew Shouldice tussen 2015 en 2022, oorspronkelijk onder de werktitel Secret Legend. Shouldice verliet zijn baan bij Silverback Productions om zich volledig op het project te richten. Het spel is geïnspireerd door zijn jeugdervaringen met Nintendo Entertainment System-spellen, zoals The Legend of Zelda, en het gevoel van mysterie dat oude spelhandleidingen opriepen.
Tijdens de ontwikkeling sloten meerdere leden zich bij het project aan. Kevin Regamey van Power Up Audio verzorgde het geluidsontwerp, terwijl Eric Billingsley bijdroeg als ontwikkelaar en levelontwerper. Felix Kramer trad toe als producent. In 2017 werd Finji de uitgever en speelde een belangrijke rol bij het polijsten van het spel en het uitvoeren van QA-tests.
Tunic werd in maart 2022 uitgebracht voor Windows, macOS, Xbox One, en Xbox Series X/S, gevolgd door uitgaves voor PlayStation 4, PlayStation 5 en Nintendo Switch in november 2022.

## Soundtrack
De soundtrack van Tunic is gecomponeerd door Terence Lee (ook bekend als Lifeformed) en Janice Kwan. Samen werkten zij twee en een half jaar aan een muzikale begeleiding die de mysterieuze en sfeervolle spelwereld versterkt. De composities combineren Lee's ambient muziek met Kwan's piano-gedreven melodieën, wat resulteert in een evenwicht tussen rust, spanning en avontuur.
De soundtrack heeft een speelduur van drie uur en omvat zestig nummers. Naast de oorspronkelijke soundtrack werd een aanvullend album met pianocomposities uitgebracht.

## Ontvangst
Tunic ontving positieve recensies, met name voor de esthetiek, het ontwerp en de gameplay. Critici prezen de kleurrijke en "schattige" kunststijl, de uitdagende maar bevredigende gameplay, de ontdekking en verkenning van de spelwereld en de puzzels, vooral de unieke manier waarop de in-game handleiding gebruikt werd. Sommige recensenten beschreven het spel als een mix tussen de gameplay van Zelda en Soulslike-spellen. Het spel kreeg echter kritiek op de ongelijke moeilijkheidsgraad. Sommige recensenten vonden de baasgevechten te moeilijk in vergelijking met de rest van het spel.

### Erkenning
Het spel ontving meerdere onderscheidingen, waaronder de 'Outstanding Achievement for an Independent Game' bij de 26e jaarlijkse D.I.C.E. Awards en de prijzen voor 'Artistic Achievement' en 'Debut Game' bij de 19e British Academy Games Awards. Daarnaast werd de game genomineerd voor diverse andere prijzen, waaronder die van de Golden Joystick Awards, The Game Awards, en het Independent Games Festival.